# Аз и ти (Песен на Анелия)
„Аз и ти“ е песен на българската попфолк певица Анелия, чиято видеопремиера е на 12 април 2013 г. Анелия я представя и в шоуто „Dansing stars“. Авторското парче е дело на композитора Велислав Драганински и текстописката Мариета Ангелова. Режисьор на видеоклипа е Станислав Христов – Стенли, а оператор – Жоро Марков. Стилистиката на песента се различава със своето дъбстеп и денс звучене от предните парчета на певицата. Сингъла дебютира на първо място в класацията „50-те най...“ на уеб-сайта www.signal.bg и остава на първото място за пет седмици. Песента дублира успеха си и в другите две класации на уеб-портала. Шест седмици „Аз и ти“ е на върха и в класацията RamaHit Top 20 на ramania-bg.com, а през април и май застава на върха и в официалния чарт на ТВ „Планета“.

## Представяне в класациите

### Класации
| Класация                        | Най-висока позиция |
| ------------------------------- | ------------------ |
| Планета Топ 20                  | 1                  |
| „50-те най“ – signal.bg         | 1                  |
| Попфолк Хит – signal.bg         | 1                  |
| Video Top 20 – signal.bg        | 1                  |
| RamaHit Top 20 – ramania-bg.com | 1                  |
| Попфолк класация – meloman.bg   | 1                  |